# غرفة الهروب (فلم 2019)
غرفة الهروب (بالإنجليزية: Escape Room) فيلم إثارة رعب أمريكي قادم من إخراج آدم روبيلتر وتأليف براجي ف. سكات وماريا ملنيك.الفيلم من بطولة لوغان ميلر (ممثل)، ديبوره آن وول،تايلور راسل ،تايلر لابيني،جاي ايليس ونيك دوداني.
من المقرر عرض الفيلم في الولايات المتحدة يوم 4 يناير 2019 من قبل شركة كولومبيا بيكتشرز.

## ملخص الفيلم
ستة غرباء يجدون أنفسهم في ظروف خارجة عن سيطرتهم داخل غرفة، ويجب عليهم استخدام ذكائهم من أجل البقاء وإلا سيموتوا.

## طاقم العمل
- لوغان ميلر في دور بن.
- تايلور راسل في دور زوي.
- ديبوره آن وول في دور أماندا.
- تايلر لابين
- جاي إليس في دور جيسون.
- نيك دوداني.
- يوريك فان فاجينينجين.

## التسويق
تم عرض أول تريلر للفيلم يوم 19 أكتوبر 2018.

## سبب التأخير في طرح فيلم Escape Room في بولندا
في يناير 2018 ، أُعلن أن مراحل إنتاج هذا الفيلم استغرقت وقتًا أطول من المتوقع وحدثت مشاكل في مراحل الإنتاج ، وسيستمر إنتاج الفيلم حتى سبتمبر 2018. في مايو من ذلك العام ، تم الإعلان عن تغيير اسم الفيلم إلى Escape Room.
كما أُعلن أنه سيصدر في 30 نوفمبر من ذلك العام. بعد شهر واحد ، تم تغيير تاريخ إصدار هذا الفيلم إلى 1 فبراير 2019 ، وبعد ذلك إلى 4 يناير 2019.
وقالت المنظمة الدولية لإعلام الفيديو إن في بولندا ، سيتأخر عرض الفيلم لبعض الوقت ، والسبب الرئيسي لذلك هو تكريم عائلات خمسة مراهقين قتلوا في حادث وقع مؤخرًا في غرفة الهروب في كازالين.

## روابط خارجية
- مقالات تستعمل روابط فنية بلا صلة مع ويكي بيانات